# Folon
Folon és una de les 31 regions de Costa d'Ivori. Està situada a l'extrem nord-occidental del país, a la frontera amb Mali, al nord, i amb la República de Guinea, a l'oest. Té una superfície de 7.239 km² i el 1998 tenia 65.2015 habitants. La ciutat de Minignan és la seva capital. Fins al 2010 havia format part de l'antiga regió de Denguélé, que ara és un districte.

## Geografia i situació geogràfica
La regió està situada en la zona de sabana amb herbes i boscos al llarg dels cursos fluvials. Té una fauna molt diversa: beduïns, antílops, senglars, conills, serps, dasyproctes, aus galliformes (francolins), Potamochoerus, etc.
Folon és la regió que està situada a l'extrem nord-occidental de Costa d'Ivori. Al nord hi ha Mali, a l'oest, la República de Guinea, al sud la regió de Kabadougou i a l'est la regió de Bagoué.

## Departaments i municipis
Els departaments de Minignan (3.500 km2, 28.100 habitants) i de Kaniasso (3.739 km², 37.200 habitants) són els dos que conformen la regió de Folon.

## Economia

### Agricultura
Els principals cultius de la regió són: nyam (520 tones anuals), mandioca (88 tones), blat de moro (29.400 tones), arròs (38.600 tones), cacauet (12.250 tones), anacards (32.800 tones) i cotó (2.765 tones).

### Mineria
A les sots-prefectures de Kaniasso, de Tienko i de Sokoro s'hi han fet prospeccions a la cerca de recursos minerals des del 2002. A la zona s'hi ha trobat riqueses minerals importants. A més a més, al poble de Ziémogoula (departament de Kaniasso) hi ha una mina de manganès que no s'està extraient degut a l'oposició de la població local.

## Cultura
Les danses tradicionals locals de Folon són: Le N'zolo, Le Yagbale djidounoun i le donzo-goni. A més a més, cal destacar cerimònies tradicionals com el matrimoni tradicional i islàmic, el Konnzi (riutal que organitzen els caçadors després de la mort d'un company) i el kolakéri (ritual organitzat una setmana posterior a l'escissió d'un grup d'homes joves.